# Simone Opitz
Simone Opitz (* 3. Juli 1963 in Sonneberg) ist eine ehemalige deutsche Skilangläuferin, die zwischen 1985 und 1993 an internationalen Wettkämpfen teilnahm. Die für den SC Motor Zella-Mehlis startende Athletin erzielte ihre besten Resultate über die längeren Distanzen in der freien Technik.

## Sportliche Karriere
1985 trat Opitz erstmals bei einem Weltcup-Wettbewerb an. In Klingenthal belegte sie über die 10 Kilometer den 18. Rang. Eine Woche später konnte sie sich im sowjetischen Syktywkar über die 20-Kilometer-Distanz unter den ersten Zehn platzieren. Ein Jahr später feierte Opitz beim Dreifacherfolg der DDR im französischen Les Saisies über 10 Kilometer Freistil hinter Gaby Nestler und Carola Jacob ihre erste Podiumsplatzierung und gewann anschließend den Weltcup über 20 Kilometer Freistil im tschechischen Nové Město na Moravě vor ihrer Landsfrau Gaby Nestler und der Norwegerin Marianne Dahlmo. Im Gesamtweltcup belegte Opitz in ihrer erfolgreichsten Saison 1986 den fünften Rang. Des Weiteren gewann sie in diesem Jahr die DDR-Meisterschaften über die 5 Kilometer und über 10-Kilometer-Distanz.
1987 verpasste Opitz bei den Nordischen Skiweltmeisterschaften 1987 in Oberstdorf mit der Staffel der DDR um fünf Sekunden eine Medaille und belegte den vierten Platz. Bei den Olympischen Winterspielen 1988 in Calgary erkämpfte sie sowohl mit der Staffel der DDR als auch über die 20 Kilometer Freistil den fünften Platz. Über die in der klassischen Technik ausgetragenen 5 Kilometer und 10 Kilometer Distanzen wurde sie Dreizehnte und Zehnte. Auch bei den Nordischen Skiweltmeisterschaften 1991 im Val di Fiemme lief sie über die 10 Kilometer Freistil und mit der deutschen Staffel auf den fünften Platz. Über die 30 Kilometer Freistil wurde sie Siebente.
Das letzte internationale Großereignis, an dem Simone Opitz teilnahm, waren die Olympischen Winterspiele 1992 in Albertville. Über die 30 Kilometer Freistil konnte sie den achten Platz erkämpfen. Im Verfolgungswettbewerb erreichte sie den zwölften Platz und mit der deutschen Staffel den achten Platz.
Bei ihrem letzten Weltcup-Start belegte sie im März 1992 im norwegischen Vang den elften Rang über die 15 Kilometer Freistil. Im Januar 1993 beendete Simone Opitz ihre internationale Skilanglauf-Karriere mit Platz 19 beim Continentalcup im österreichischen Admont.

## Erfolge

### Nationale Meisterschaften
- 2× DDR-Meisterin in Einzelwettbewerben
- 1× DDR-Meisterin Staffel
- 3× deutsche Meisterin Staffel
- 1× DDR-Vizemeisterin in Einzelwettbewerben
- 4× deutsche Vizemeisterin in Einzelwettbewerben

### Weltcupsiege im Einzel
| Nr. | Datum           | Ort        | Disziplin                      |
| --- | --------------- | ---------- | ------------------------------ |
| 1.  | 18. Januar 1986 | Nové Město | 20 km Freistil Individualstart |

### Weltcup-Gesamtplatzierungen
| Saison  | Platz | Punkte |
| ------- | ----- | ------ |
| 1984/85 | 17.   | 42     |
| 1985/86 | 5.    | 60     |
| 1986/87 | 39.   | 7      |
| 1987/88 | 17.   | 29     |
| 1990/91 | 14.   | 26     |
| 1991/92 | 19.   | 17     |